# Towarzystwo Gimnastyczne „Sokół” w Bieńczycach
Towarzystwo Gimnastyczne „Sokół” w Bieńczycach – włościańskie gniazdo Związku Polskich Gimnastycznych Towarzystw Sokolich w Cesarstwie Austriackim, które działało w latach 1902-1913 we wsi Bieńczyce.

## Historia

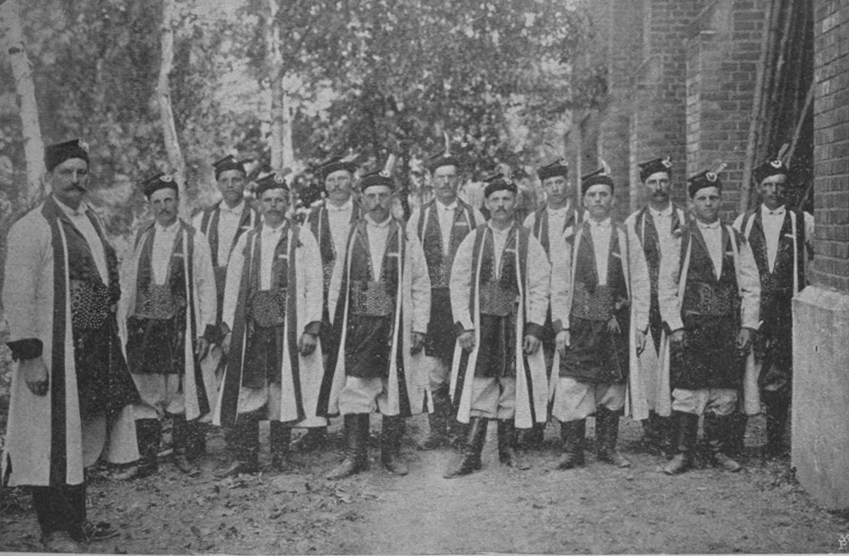
Członkowie Towarzystwa Gimnastycznego Sokół w Bieńczycach w 1903 roku.

Nowo powstające gniazda mogły przystąpić do Związku Polskich Gimnastycznych Towarzystw Sokolich w Cesarstwie Austriackim wpłacając wpisowe 10 koron i składkę roczną wysokości 1 korony rocznie od każdego członka należącego do Towarzystwa. Oprócz tego miały obowiązek nadsyłania corocznych sprawozdań z działalności, informacji do miesięcznika sokolego oraz wysyłania przedstawicieli na zjazdy delegatów.
Pierwsze gniazdo włościańskie powstało w 1895 roku w Jeleniu koło Jaworzna.
Związany z ruchem narodowym prezes krakowskiego Sokoła Władysław Turski w 1902 roku podjął kolejną próbę stworzenia włościańskiego gniazda, tym razem znacznie bliżej od głównej siedziby, bo w podkrakowskich Bieńczycach. Prezesem został Franciszek Ptak, który już wcześniej miał związki z krakowskim Sokołem, bo w 1901 roku podczas uroczystości kościuszkowskich wystąpił jako Bartosz Głowacki w przygotowanym tam żywym obrazie.
Walne zebranie nowego gniazda zaplanowano na drugi dzień Zielonych Świątek, 19 maja 1902 roku. Do Bieńczyc przyjechali zaproszeni goście z prezesem Władysławem Turskim na czele oraz druhowie z oddziału kolarskiego z redaktorem „Przewodnika gimnastycznego „Sokół” druhem Szczęsnym Rucińskim, którzy byli na wycieczce w Kocmyrzowie. Akces do nowego Towarzystwa zgłosiło około 40 osób.
13 druhów nowego Towarzystwa wzięło udział w trzecim okręgowym Zlocie krakowskiego „Sokoła”. Początkowo był on zaplanowany na 22 i 23 czerwca 1902 roku. Jednak przełożono go na 29 i 30 czerwca z powodu wylewu Rudawy, która zalała Park Jordana i przygotowane obok boisko. W zlocie wzięło udział 18 gniazd, w tym bieńczyckie. Zjazd rozpoczął się w niedzielę rano musztrą na boisku obok gmachu krakowskiego „Sokoła”. Jej celem było przygotowanie do przemarszu przez miasto na uroczystą mszę świętą w Kościele Mariackim. Po mszy wzięli druhowie z Bieńczyc wzięli udział w pochodzie, a potem we wspólnym obiedzie i „po raz pierwszy zasiedli w gronie sokolim włościanie w charakterze druhów”. Popołudniu zaprezentowano przygotowane na zjazd ćwiczenia. Wśród ćwiczących znaleźli się druhowie z Bieńczyc. Zdjęli sukmany oraz krakuski i wykonali szereg ćwiczeń przy pomocy długich drągów, a zakończyli piramidą na której szczycie znalazł się Franciszek Ptak.
Podczas X zlotu delegatów we Lwowie Towarzystwo w Bieńczycach zostało przyjęte do Związku i przydzielone do Okręgu I.
I Zjazdu delegatów Okręgu krakowskiego w grudniu 1902 roku Towarzystwu w Bieńczycach przyznano kredyt w wysokości 50 koron na zakup przyrządów, a Franciszek Ptak został wybrany do komisji rewizyjnej. Przed zlotem gniazdo Bińczyckie starało się o zwolnienie z opłat za karty uczestnictwa w Zlocie, ale jego prośba została odrzucona.
W czerwcu 1903 roku druhowie z Bieńczyc wzięli udział w IV Zlocie „Sokoła” we Lwowie. Zgłoszono udział 20 druhów, ale pojechało tylko 13. Byli to: Franciszek Ptak, Adamski Stanisław, Biernacik Jan senior, Biernacik Jan junior, Cholik Wojciech, Dziwisz Grzegorz, Krawczyk Wincenty, Nowak Ludwik, Salwiński Jan, Sawicki Jan, Włodek Franciszek, Zamojski Feliks, Zybura Stanisław. Wyruszyli oni w podróż specjalnym pociągiem, razem z druhami z Krakowa i Wielkopolski, a na dworcu we Lwowie zwrócili na siebie uwagę z powodu krakowskich strojów.
Tak opisuje udział w ćwiczeniach „Nowa Reforma”: „tysiąc kilkuset sokołów w czapkach, w ćwiczebnych strojach, wkracza przy muzyce na boisko. W rękach ma każdy lancę ułańska z biało czerwoną chorągiewką. W pośrodku tej masy postępują włościańscy Sokołowie z Bieńczyc z Franciszkiem Ptakiem, wszyscy w krakowskich strojach. I oni maja lance w rękach. Gdzie się zbliżą wywołują oklaski. Po marszu ozdobnym ustawiają się uczestnicy tych ćwiczeń na dwukrotną odległość lancy od siebie. Muzyka gra pieśni patriotyczne w takt marsza. Fruwają w powietrzu chorągiewki, błyszczą ostrza lanc, to w prawo, to w lewo się zwracając. Tworzy się jakaś ruchoma fala czerwono-biało-szara; ruchy lanc odbywają się tak szybko, że widać już tylko wznoszące się, opadające, to znowu wirujące linie, ale nie widać ani lanc, ani ludzi. Na daną komendę” do nogi broń” prostują się ludzie, lance stają i tworzy się znowu las ludzi i las lanc ułańskich".
Naczelnik Towarzystwa Franciszek Ptak brał udział w Zjazdach delegatów w 1902, 1904, 1906 i 1907. Podczas zjazdu w 1904 roku, który odbył się pod koniec października we Lwowie delegaci z Bieńczyc i Mogiły wzięli udział w odsłonięciu pomnika Adama Mickiewicza.
Gniazdo bieńczyckie ciągle zalegało z obowiązkowymi składkami mimo znacznego ich obniżenia i nie przesyłało obowiązkowych sprawozdań. W 1908 roku w Przewodniku Gimnastycznym Sokół czytamy „wszak ci to gniazdo bieńczyckie przez cztery lata z rzędu Ne nadsyła związkowi raportu pomimo kilkunastu urgensów i upomnień”. Ostatecznie gniazdo bieńczyckie zostaje wykreślone w 1913 roku.

### Sala gimnastyczna

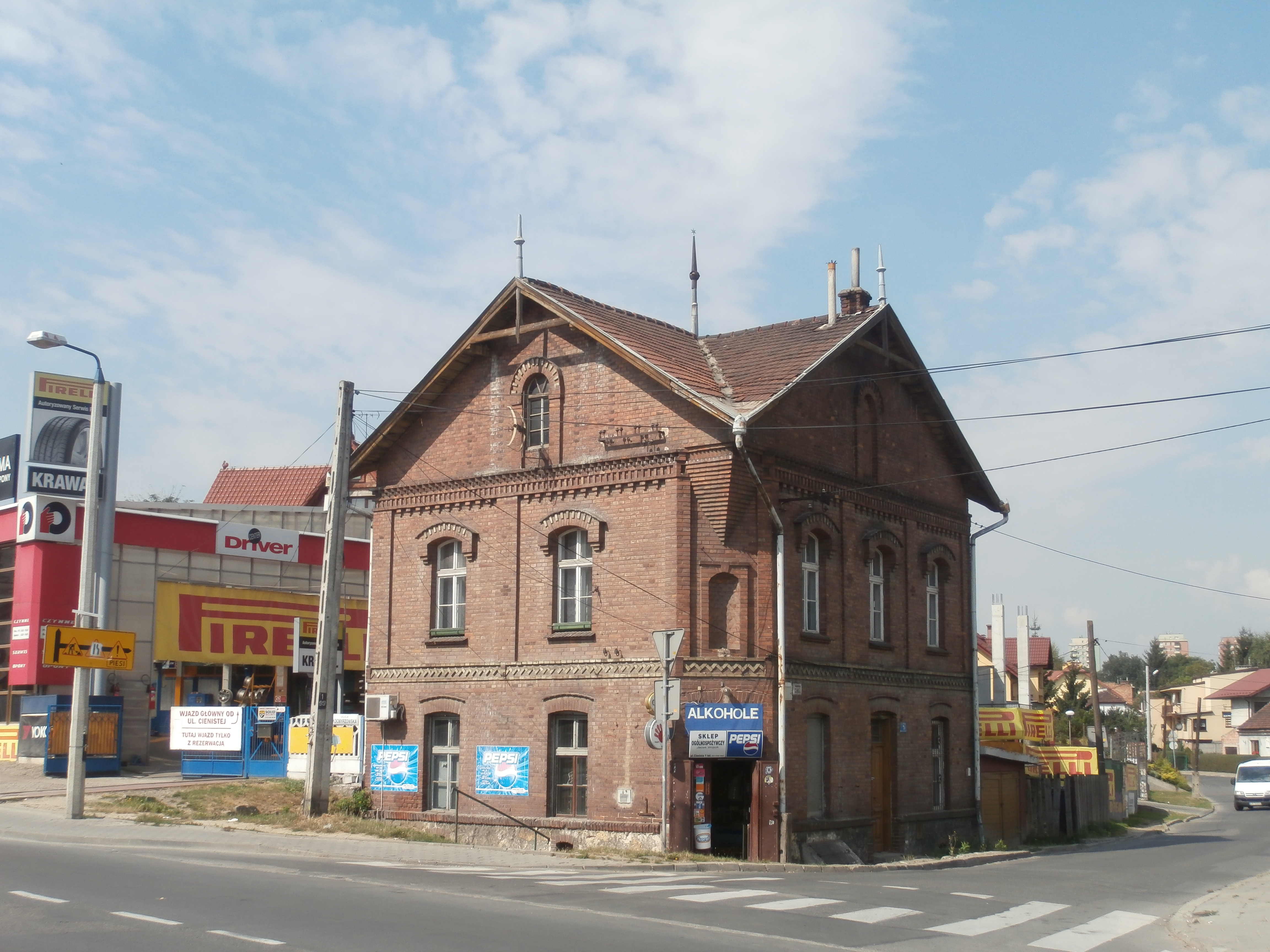
Budynek w Bieńczycach. Na piętrze mieściła się w nim sala gimnastyczna Towarzystwa Gimnastycznego "Sokół".

W 1902 roku w „Obronie Ludu”, której redaktorem był Franciszek Ptak ukazała się informacja, że „prezes „Sokoła” w Bieńczycach postanowił wybudować salę „Sokoła”, gdzie oprócz ćwiczeń odbywać się także zebrania i uroczystości narodowe, gdzie będzie pomieszczoną czytelnia, której dotąd w Bieńczycach niema, gdzie będzie wypożyczalnia książek itd.. 17 lipca 1904 roku odbyło się jej poświęcenie. „Z Krakowa wybrano się tak licznie, że w ostatniej chwili zarząd kolei zmuszony był doczepić jeszcze jeden wagon” pisze dziennikarz „Nowej Reformy”. Przybyły na uroczystość delegacje Sokoła z Krakowa i Podgórza oraz delegacja Sokoła włościańskiego z Mogiły, oddział kolarski „Sokoła” i grono obywateli z Krakowa”. Lokal na piętrze został poświęcony o godzinie drugiej popołudniu przez o. Hieronima ( w „Czasie” podano o. Teodor Starzyk) z zakonu cystersów. W głównej sali przygotowano przyjęcie podczas którego „w imieniu krakowskiego „ Sokoła” złożył życzenia druh Szaynowski zachęcając do pracy”. Przemawiali też „włościanin” Jarzyna z Bosutowa, o. Hieronim cysters, były poseł Wójcik z Wyciąż. „Po posiłku goście udali się na piętro gdzie odegrano „Chłopów arystokratów” i „Błażka opętanego”.

## Umundurowanie
Członkowie TG „Sokół” w Bieńczycach otrzymali zezwolenie Związku na używanie podczas uroczystości „stroju ludowego” na który składały się czerwono białe szarawary wpuszczone w buty, sukmana, biała koszula i szeroki skórzany pas. Do tego czerwona krakuska do której zamiast pawiego pióra byli zobowiązani przypinać specjalną agrafką pióro sokole. Podczas dyskusji w kwietniu 1904 roku nad dalszym losem powstających „gniazd włościańskich” poruszono też sprawę stroju. Druh Durski argumentował ” sokoli bieńczyccy nie byli zbyt zadowoleni ze swego stroju ludowego na Zlocie ostatnim”. Ostatecznie jeszcze w 1904 roku Związek zrezygnował z stroju ludowego w gniazdach włościańskich na rzecz jednolitego umundurowania.